# Crambus awemellus
Crambus awemellus là một loài bướm đêm trong họ Crambidae.